# 이현섭
이현섭(1978년 9월 26일 ~ )은 대한민국의 가수, 음악가이다. 2003년 노바소닉의 새 멤버를 캐스팅하는 오디션 과정에서 발탁되어 4집 《Han》으로 정식 데뷔했다. 그러다 그해 노바소닉이 잠시 활동을 중단한 사이 드라마 《발리에서 생긴 일》 OST에 참여했으며, 그중 본인이 부른 수록곡인 〈My Love〉라는 곡을 통해 조금씩 알려지기 시작했다. 2009년에는 노바소닉이 활동을 재개하자 노바소닉의 멤버로 재합류하였다. 그리고 2012년에는 N.EX.T의 서브보컬 및 트윈보컬로 영입되었으며, 현재까지 활동중이다.

## 발매 앨범

### 프러시안 블루 1기
- 《MBC 라디오 ROCK 음악제 - 96 MBC ROCK 음악제》(1996)
- 《해적방송》(1998)

### 노바소닉
- 《1999-2002 Remastering》(2002)
- 《Han》(2003)
- 《Metamorphosis》(2010)

### 노이즈일레븐
- 《The Beginning [single]》(2009)

### 넥스트
- 《I Want It All (demo 0.7)》객원 (2014)[1]

### 솔로앨범
- 《퍼플트리(PurpleTree)》(2004) (퍼플트리(PurpleTree))
- 《화려한 휴가 테마 싱글 [single]》(2007)
- 《1집 - 揮淚 (휘루)》(2007)
- 《나쁜놈이니까 [single]》(2011)
- 《여제 Part.1 by 이현섭 [digital single, ost]》(2011)
- 《못난이 주의보 Part.1 [ost]》(2011)

### OST
- 《러브스토리 (Love Story)[ost]》(1999)
- 《여자만세 [ost]》(2000)
- 《나는 달린다 [ost]》(2003)
- 《발리에서 생긴 일 [ost]》(2004)
- 《海神 (해신) [ost]》(2005)
- 《러브홀릭 : 슬픔보다 깊은 사랑 by 최철호 [ost]》(2005)
- 《내 인생의 스페셜》 (2006)
- 《드라마 러브송 - 사랑의 아픔 [ost]》(2008)
- 《너라서 좋아 [ost]》(2012)

## 출연 작품

### 뮤지컬
- 2006년 벽을 뚫는 남자
- 2006년 찬스
- 2008년 소리도둑

### 방송 활동
- 2018년 MBC 미스터리 음악쇼 복면가왕 - 너는 슛슛슛~ 나는 훗훗훗~ 양궁 <참가자>
- 2020년 JTBC 싱어게인 - 46호 <참가자>